# 翁布罗兹村
翁布罗兹村（匈牙利語：Ambrózfalva）是匈牙利琼格拉德州所辖的一个村。总面积11.22平方公里，总人口498，人口密度44.4人/平方公里（2011年1月1日）。